# Veronica societatis
Veronica societatis är en grobladsväxtart som först beskrevs av Bayly och Kellow, och fick sitt nu gällande namn av Garn.-jones. Veronica societatis ingår i släktet veronikor, och familjen grobladsväxter. Inga underarter finns listade i Catalogue of Life.